# Rytis Paulauskas
Rytis Paulauskas (* 24. Mai 1969 in Vilnius) ist ein litauischer Verwaltungsjurist und Diplomat.

## Leben
Nach dem Abitur 1987 an der Salomėja-Nėris-Mittelschule Vilnius absolvierte er 1992 das Diplomstudium der Rechtswissenschaften an der Vilniaus universitetas. Von 2000 bis 2001 studierte er als mit dem Fulbright-Stipendium im Masterstudium an der Fletcher School of Law and Diplomacy der Tufts University. Seit 1991 arbeitet Paulauskas im Außenministerium Litauens. Er war Leiter einer Unterabteilung, von 1995 bis 1996 Berater in New York, von 1996 bis 1999 stellvertretender Vertreter, ab 2001 Departamentsdirektor, ab 2008 Botschafter. Von April 2012 bis 2016 war er Ständiger Vertreter bei der UNO in Genf.

## Quelle
- Rytis Paulauskas
- Nuolatinis atstovas –  Rytis Paulauskas

| Vorgänger           | Amt                                                                                    | Nachfolger     |
| ------------------- | -------------------------------------------------------------------------------------- | -------------- |
| Šarūnas Adomavičius | Ständiger Vertreter Litauens bei der OSZE und den Vereinten Nationen in Wien 2003–2008 | Renatas Norkus |
| Jonas Rudalevičius  | Ständiger Vertreter Litauens bei den Vereinten Nationen in Genf 2012–2016              | Audra Plepytė  |

| Personendaten    | Personendaten                              |
| ---------------- | ------------------------------------------ |
| NAME             | Paulauskas, Rytis                          |
| KURZBESCHREIBUNG | litauischer Verwaltungsjurist und Diplomat |
| GEBURTSDATUM     | 24. Mai 1969                               |
| GEBURTSORT       | Vilnius                                    |